# Bob Neely
Pour les articles homonymes, voir Neely.
Robert Barry Neely, né le 9 novembre 1953 à Sarnia (Canada), est un joueur canadien de hockey sur glace.

## Carrière
Bob Neely a évolué à différents postes pendant sa carrière. Centre au début de son hockey junior, il est déplacé en défense. En 1976, il retourne sur la ligne d'attaque en tant qu'ailier gauche.
Bob Neely a joué sa carrière en hockey junior en 1970 dans la Ligue de hockey de l'Ontario. Après avoir porté le chandail des Red Wings de Hamilton, il rejoint les  Petes de Peterborough avec lesquels il remporte la ligue et participe à la Coupe Memorial. Il inscrit, durant la saison 1972-1973, 76 points dont 24 buts auxquels s'ajoutent 20 points en séries éliminatoires, et est régulièrement pénalisé dû à un jeu très physique ce qui le fait remarquer auprès des ligues majeures.
En 1973, bien qu'il soit le premier choix du premier repêchage amateur de l'Association mondiale de hockey, il se tourne vers la Ligue nationale de hockey où il est repêché en 10e position par les Maple Leafs de Toronto. À la demande insistante du staff, il joue un jeu dur pour déstabiliser l'adversaire. Durant la saison 1977-1978, il voit son temps de jeu réduit avant d'être envoyer en hockey mineur et les Firebirds de Philadelphie. En cours de saison, il est transféré aux Rockies du Colorado mais n'est pas conservé en fin de saison. Il retourne alors à Toronto pour prendre part au camp d'entrainement mais ne parvient pas à intégrer l'équipe. Après deux saisons en Ligue américaine de hockey et une finale perdue en 1980, il prend sa retraite.
Il a ensuite officié en tant qu'entraineur des Waxers de Markham, puis des Tigers d'Aurora dans la Ligue de hockey junior de l'Ontario.

## Statistiques
| Saison     | Équipe                    | Ligue      |     | Saison régulière | Saison régulière | Saison régulière | Saison régulière | Saison régulière |   | Séries éliminatoires | Séries éliminatoires | Séries éliminatoires | Séries éliminatoires | Séries éliminatoires |
| Saison     | Équipe                    | Ligue      | PJ  | B                | A                | Pts              | Pun              | PJ               | B | A                    | Pts                  | Pun                  |                      |                      |
| 1970-1971  | Red Wings de Hamilton     | AHO        | 34  | 4                | 11               | 15               | 129              | 7                | 0 | 4                    | 4                    | 4                    |                      |                      |
| 1971-1972  | Red Wings de Hamilton     | OHA        | 17  | 3                | 8                | 11               | 109              | -                | - | -                    | -                    | -                    |                      |                      |
| 1971-1972  | Petes de Peterborough     | OHA        | 32  | 8                | 22               | 30               | 96               | 15               | 4 | 8                    | 12                   | 76                   |                      |                      |
| 1971-1972  | Petes de Peterborough     | Co. Mem.   | 3   | 0                | 2                | 2                | 6                | -                | - | -                    | -                    | -                    |                      |                      |
| 1972-1973  | Petes de Peterborough     | OHA        | 55  | 24               | 52               | 76               | 304              | 17               | 3 | 17                   | 20                   | 44                   |                      |                      |
| 1973-1974  | Maple Leafs de Toronto    | LNH        | 54  | 5                | 7                | 12               | 98               | 4                | 1 | 3                    | 4                    | 0                    |                      |                      |
| 1974-1975  | Maple Leafs de Toronto    | LNH        | 57  | 5                | 16               | 21               | 61               | 3                | 0 | 0                    | 0                    | 2                    |                      |                      |
| 1974-1975  | Blazers d'Oklahoma City   | LCH        | 9   | 2                | 4                | 6                | 14               | -                | - | -                    | -                    | -                    |                      |                      |
| 1975-1976  | Maple Leafs de Toronto    | LNH        | 69  | 9                | 13               | 22               | 89               | 10               | 3 | 1                    | 4                    | 7                    |                      |                      |
| 1976-1977  | Maple Leafs de Toronto    | LNH        | 70  | 17               | 16               | 33               | 16               | 9                | 1 | 3                    | 4                    | 6                    |                      |                      |
| 1977-1978  | Maple Leafs de Toronto    | LNH        | 11  | 0                | 1                | 1                | 0                | -                | - | -                    | -                    | -                    |                      |                      |
| 1977-1978  | Rockies du Colorado       | LNH        | 22  | 3                | 6                | 9                | 2                | -                | - | -                    | -                    | -                    |                      |                      |
| 1977-1978  | Firebirds de Philadelphie | LAH        | 29  | 6                | 14               | 20               | 47               | 4                | 1 | 3                    | 4                    | 2                    |                      |                      |
| 1978-1979  | Hawks du New Brunswick    | LAH        | 60  | 17               | 29               | 46               | 55               | 5                | 0 | 1                    | 1                    | 0                    |                      |                      |
| 1979-1980  | Hawks du New Brunswick    | LAH        | 64  | 14               | 51               | 65               | 46               | 8                | 1 | 4                    | 5                    | 2                    |                      |                      |
| Totaux LNH | Totaux LNH                | Totaux LNH | 283 | 39               | 59               | 98               | 266              | 26               | 5 | 7                    | 12                   | 15                   |                      |                      |

## Palmarès et distinctions

### Titres
- Coupe J.-Ross-Robertson : 1972
- Trophée F.-G.-« Teddy »-Oke : 1980

### Récompenses
- Première équipe-type de l'AHO 1973[2]
- Première équipe-type de la LAH 1980

## Transactions en carrière
- 9 janvier 1978 : transféré aux Rockies du Colorado par les Maple Leafs de Toronto pour de l'argent[3].
- 30 mai 1978 : transféré aux Maple Leafs de Toronto par les Rockies du Colorado pour de l'argent.